# تپه اطراف شهر سوخته ۲۹۱
تپه اطراف شهر سوخته شماره ۲۹۱ مربوط به هزاره دوم و ۳ قبل از میلاد است و در شهرستان زابل، بخش شیب آب، دهستان لوتک، روستای حومه شهر سوخته، ۱۳ کیلومتری جنوب پایگاه باستان‌شناسی شهر سوخته واقع شده و این اثر در تاریخ ۲۳ بهمن ۱۳۸۵ با شمارهٔ ثبت ۱۷۳۰۵ به‌عنوان یکی از آثار ملی ایران به ثبت رسیده است.